# Centropodia glauca
Centropodia glauca là một loài thực vật có hoa trong họ Hòa thảo. Loài này được (Nees) Cope mô tả khoa học đầu tiên năm 1983.